# Suzuki Kizashi

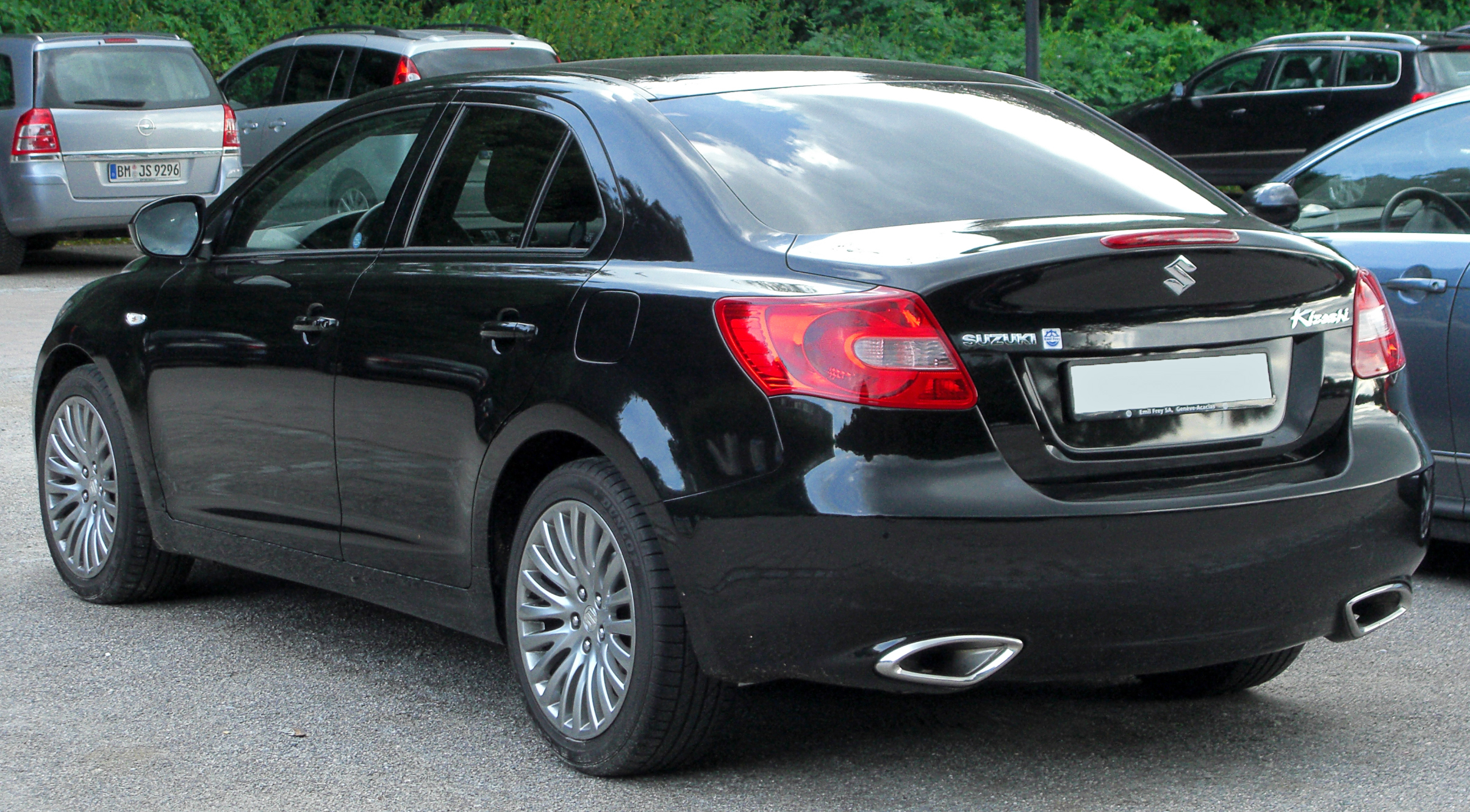
Suzuki Kizashi

De Suzuki Kizashi is een sedan van Suzuki uit het D-segment en is sinds eind 2009 in productie. De Kizashi verving in de Verenigde Staten de Suzuki Verona, een model dat was afgeleid van de Daewoo en Chevrolet Evanda. De Kizashi is leverbaar in diverse Europese landen waaronder Nederland, maar wordt niet in België verkocht wegens het ontbreken van dieselmotoren.

## Concept Kizashi
Op de IAA Frankfurt 2007 toonde Suzuki de Concept Kizashi. Deze cross-over is uitgerust met een 2.0 liter dieselmotor. Later in 2007 toonde Suzuki op de Tokyo Motor Show de Concept Kizashi 2 met een 3.6 V6 benzinemotor die is gekoppeld aan een 6-traps automatische transmissie. Op de New York International Auto Show van 2008 toonde Suzuki ten slotte de Concept Kizashi 3. In tegenstelling tot de Kizashi en Kizashi 2 is de Kizashi 3 een sedan en heeft wederom een 3.6 liter V6 benzinemotor met 300 pk en vierwielaandrijving. De Kizashi 3 is 4,65 meter lang en 1,90 meter breed.

## Details
Eind juni 2009 werd de Kizashi in productievorm geïntroduceerd. Na de productiestart eind 2009 starten begin 2010 de verkopen in diverse Europese landen. In augustus 2010 volgde de aankondiging dat de Kizashi ook in Nederland leverbaar zou worden. De keuze is beperkt: slecht een 2.4 liter benzinemotor met 178 pk uit de Suzuki Grand Vitara is leverbaar en de sedan is de enige carrosserievariant. Er zijn twee uitvoeringen: een Kizashi met alleen voorwielaandrijving en een versie met vierwielaandrijving en een CVT. In Nederland is de Kizashi standaard als Sport uitgerust. Standaard op dit model zijn onder meer 18 inch lichtmetalen velgen, sportonderstel, xenon verlichting, elektrisch bedienbaar schuif-/kanteldak, parkeersensoren voor en achter, regensensor, privacy glass, lederen bekleding, radio/CD/MP3-speler met vijf speakers, bluetooth, climate control, zeven airbags, cruisecontrol, tienvoudig elektrisch verstelbare bestuurdersstoel met drie geheugenstanden en stoelverwarming. Op de New York International Auto Show van 2011 toonde Suzuki de Kizashi Apex Turbo en EcoCharge Concept. De Apex Turbo heeft een 2.4 Turbo benzinemotor met een vermogen tussen de 275 en 300 pk. De EcoCharge is een hybride met een 2.0 liter benzinemotor (144 pk) die is gekoppeld aan een elektromotor met 15 kW/20 pk. De prestaties zijn gelijk aan de gewone 2.4, maar de EcoCharge is desondanks ongeveer 25 procent zuiniger. Een start-stopsysteem, regeneratief remsysteem en banden met een lage rolweerstand dragen hier aan bij. De EcoCharge is herkenbaar aan blauwe lichten en uitlaatmarkeringen, terwijl in het interieur gebruik is gemaakt van milieuvriendelijk geproduceerde stoffen.

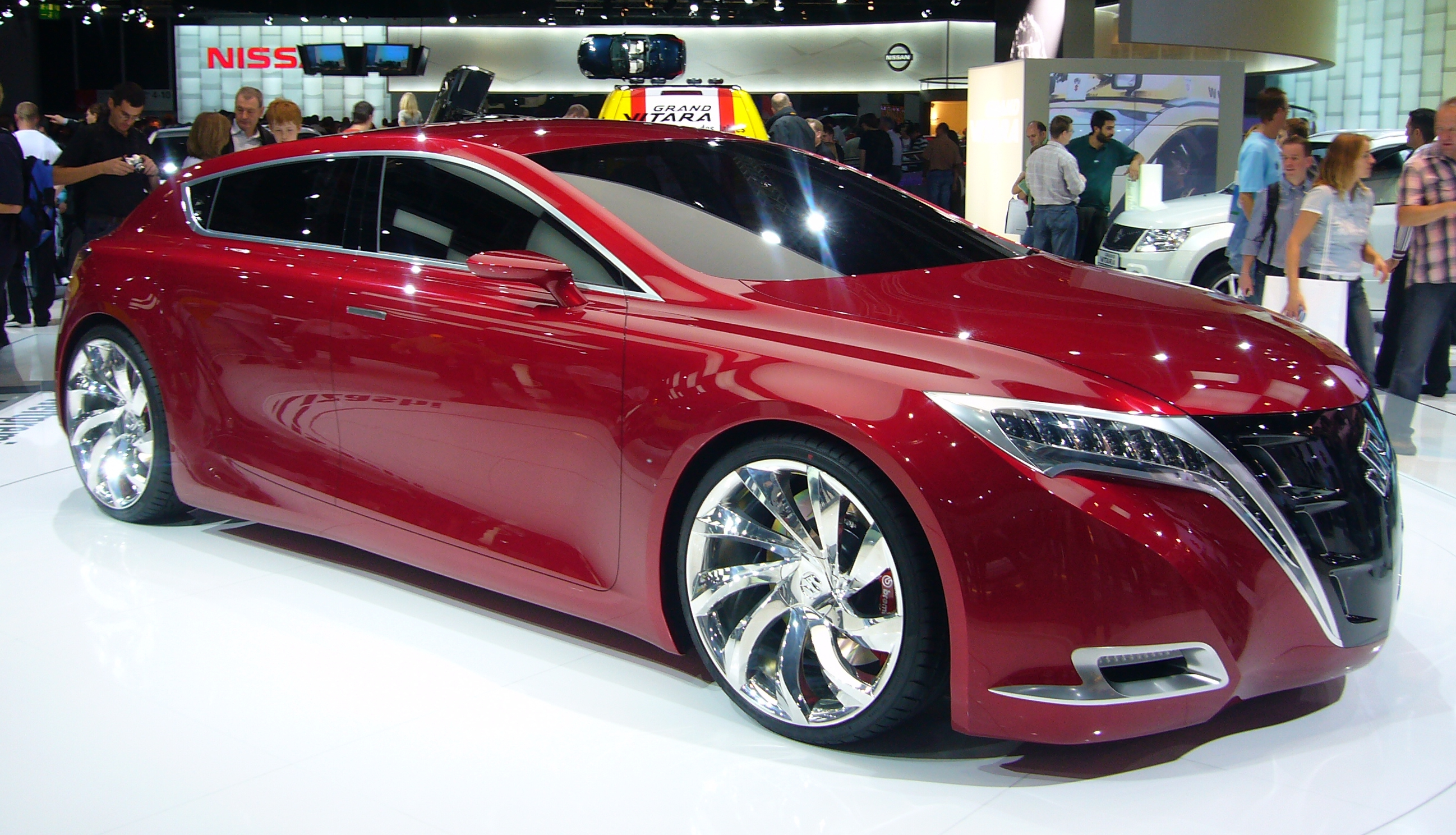
Suzuki Concept Kizashi
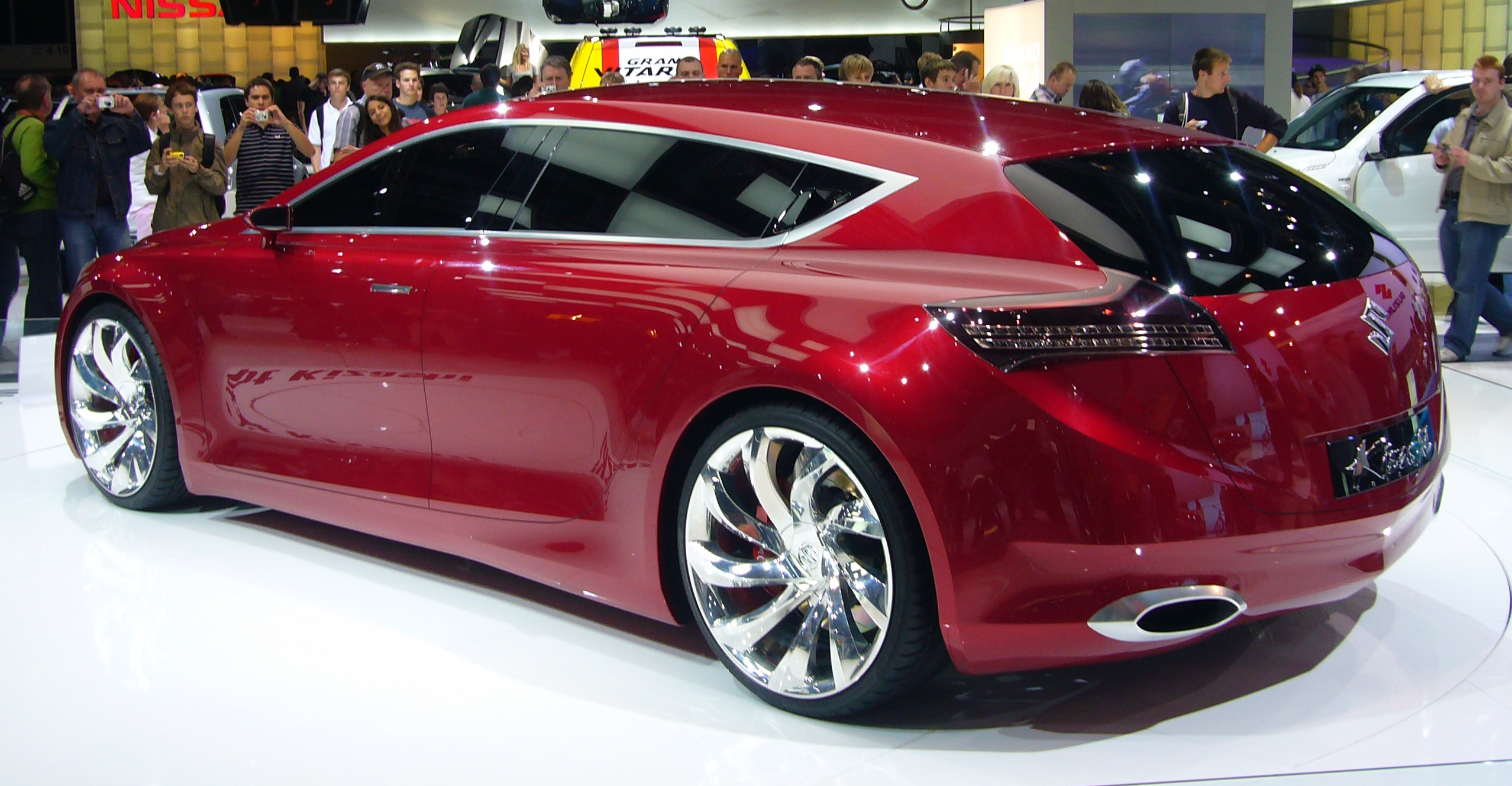
Suzuki Concept Kizashi
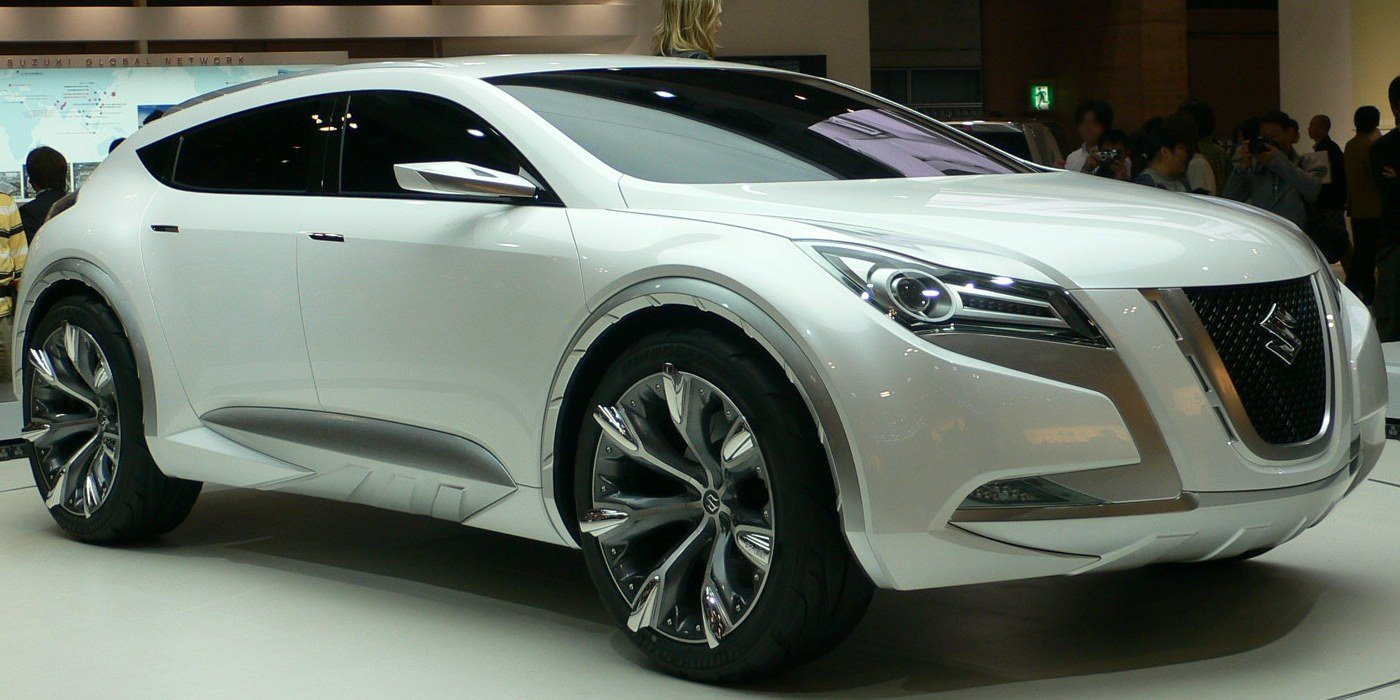
Suzuki Concept Kizashi 2
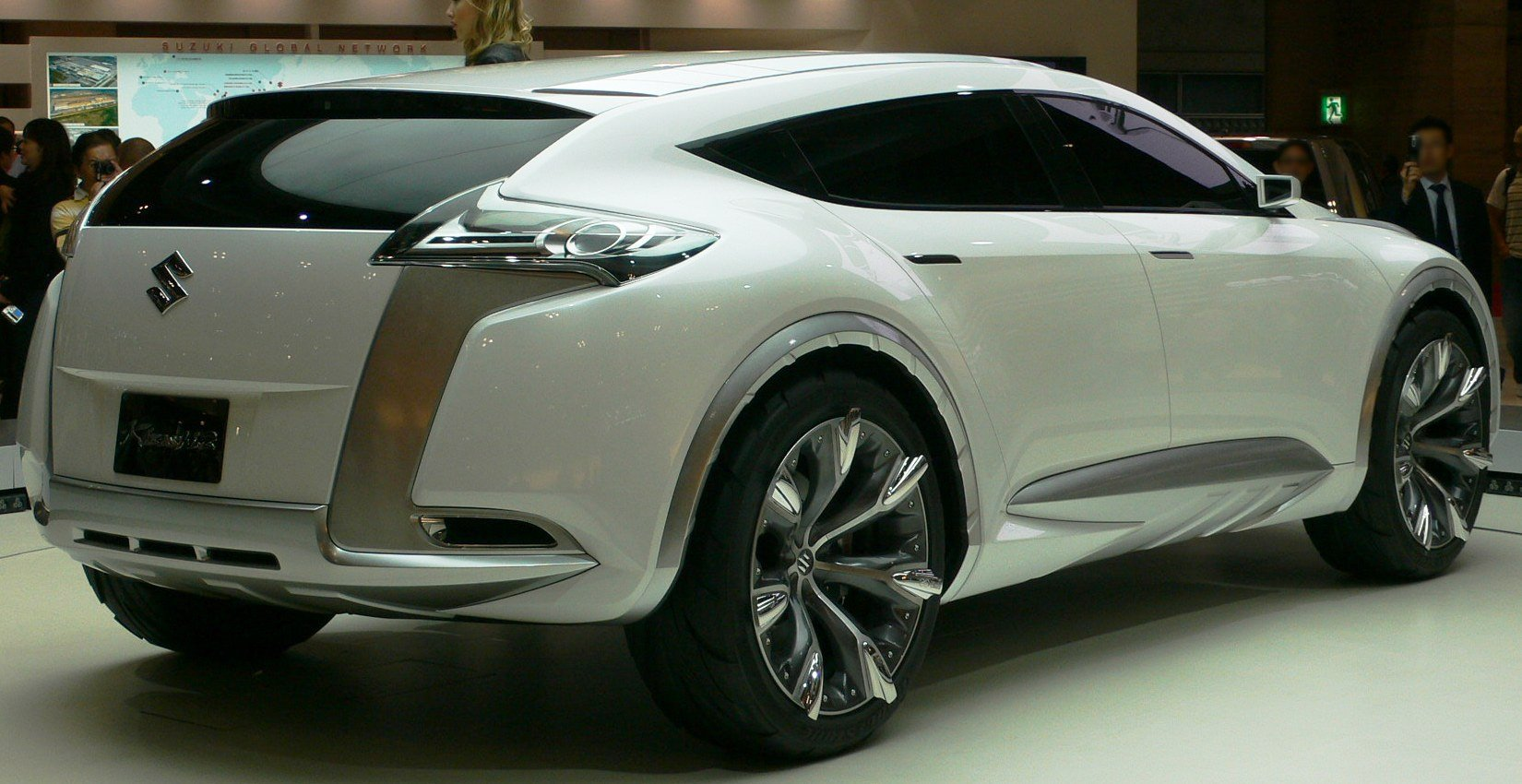
Suzuki Concept Kizashi 2
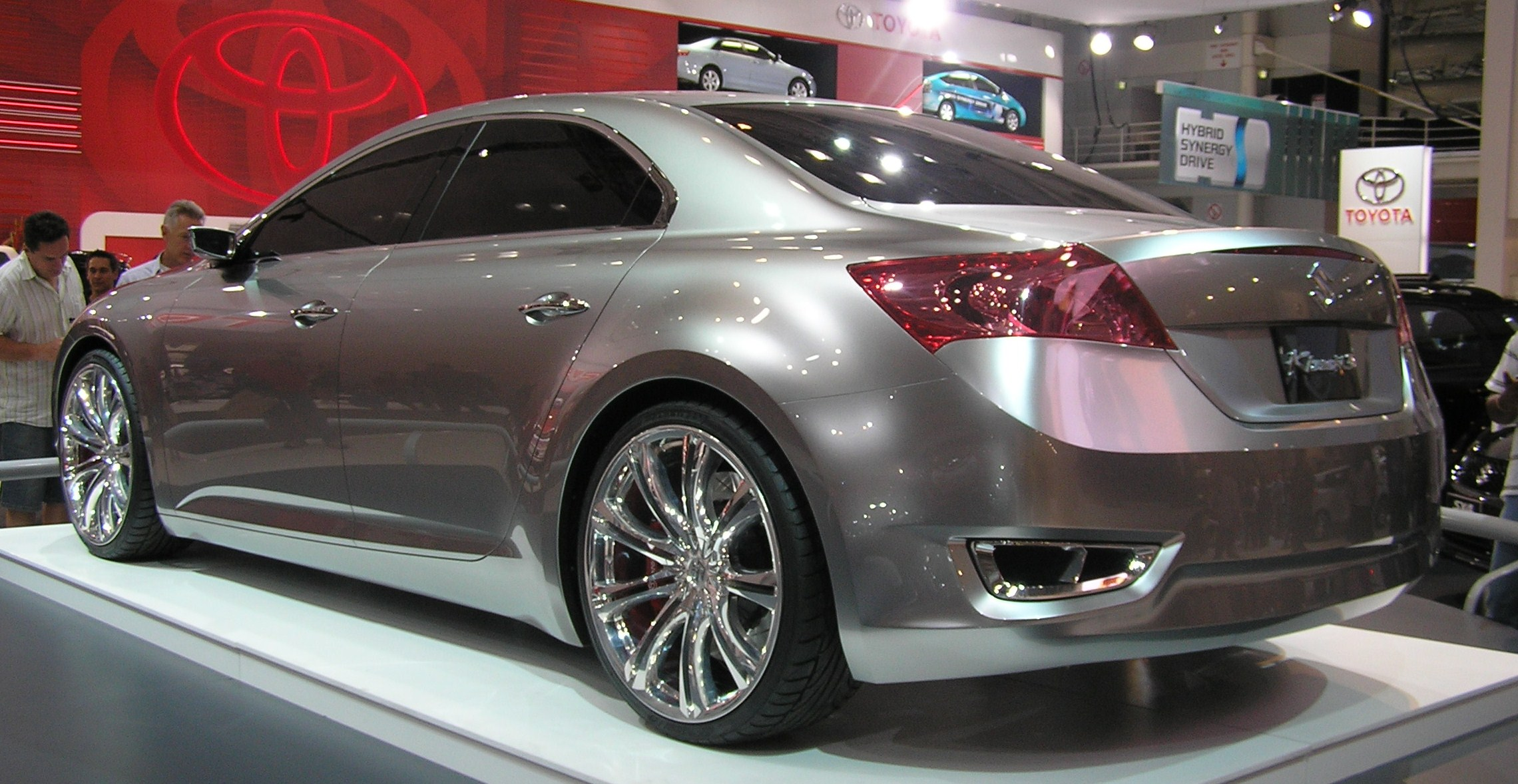
Suzuki Concept Kizashi 3

### Registraties
| Jaartal | Nederland     | Europa          | Verenigde Staten | India         |
| ------- | ------------- | --------------- | ---------------- | ------------- |
| 2009    | x             | x               | 71               | x             |
| 2010    | 1             | 1.027           | 6.138            | x             |
| 2011    | 91            | 1.695           | 6.942            | 515           |
| 2012    | 28 (t/m juni) | 551 (t/m april) | 3.018 (t/m juni) | 92 (t/m juni) |

## Motoren
| Type           | Cilinders | Kleppen | Cilinderinhoud | Vermogen                       | Koppel                | CO2-uitstoot | Opmerkingen |
| -------------- | --------- | ------- | -------------- | ------------------------------ | --------------------- | ------------ | ----------- |
| Benzinemotoren |           |         |                |                                |                       |              |             |
| 2.4            | 4         | 16      | 2393 cm³       | 131 kW (178 pk) bij 6500 min−1 | 230 Nm bij 4000 min−1 | 183-191 g/km | 2009-heden  |

Huidige modellen Europa:
Across ·
Ignis ·
Jimny ·
S-Cross ·
Swace ·
Swift · 
Vitara

Huidige modellen internationaal:
Alto Lapin · 
APV ·
Baleno ·
Carry · 
Celerio · 
Equator · 
Ertiga · 
Every ·
S-Presso ·
Landy ·
MR Wagon · 
Palette · 
Solio · 
Wagon R

Uit productie:
Cappuccino · 
Cara ·
Cervo · 
Forenza ·
Fronte · 
Grand Vitara · 
Grand Vitara XL-7 · 
Kei · 
Kizashi · 
Liana · 
LJ · 
Mighty Boy · 
Reno ·
SJ/Samurai · 
Splash ·
Suzulight · 
Twin · 
Verona ·
X-90 · 
XL7 · 
Wagon R+

Concept cars:
A-Star · 
Concept-S · 
Ionis ·
Concept Kizashi · 
Concept Kizashi 2 · 
Concept Kizashi 3 · 
Kizashi Apex Turbo ·
Kizashi EcoCharge ·
LC · 
Makai · 
Mom's Personal Wagon ·
Pixy en SCC · 
P.X · 
Q · 
RIII · 
Regina · 
S-Cross ·
Splash · 
Swift S · 
Swift PHEV ·
SXForce ·
X-Head · 
XA Alpha